# Taeniapion urticarium
Taeniapion urticarium is een kever behorend tot de familie Brentidae. De soortaanduiding urticarium verwijst naar de waardplanten van de keversoort: brandnetels (Urtica).

## Kenmerken
De slanke kevers bereiken een lichaamslengte van 1,9-2,3 mm. De longitudinaal behaarde dekschilden hebben twee schuine banden bedekt met donker haar. De proboscis (rostrum) is licht gebogen of bijna recht. De tentakels ontstaan nabij de basis van de proboscis. De insectenpoten zijn geelbruin gekleurd.

## Levenswijze
De kevers worden meestal waargenomen tussen april en oktober. In de vroege zomer leggen de vrouwtjes hun eieren op de stengels van de waardplanten nabij de basis van de bladstelen. Naast de grote brandnetel (Urtica dioica) wordt ook de kleine brandnetel (Urtica urens) als waardplant genoemd. De uitgekomen larven ontwikkelen zich in de stengels. De verpopping duurt meestal tussen de 15 en 20 dagen. De volwassen kevers komen in de late zomer of herfst uit, maar brengen de winter door in de poppenwieg in de plantenstengels en laten ze pas in de lente achter.

## Naam
De soortnaam werd gepubliceerd in 1784 door Johann Friedrich Wilhelm Herbst als Curculio urticarium. Een synoniem is Apion urticarium.